# Вити
Витинеш Шимою Жуан Кембу (на португалски: Witiness Chimoio João Quembo) известен още като Вити е мозамбикски футболист, играещ като нападател за португалския Насионал Мадейра и националния отбор на Мозамбик. Участник в Купата на африканските нации 2023 където вкарва първия гол на Египет при равенството 2:2 в групите.

## Успехи
Мозамбик
- Купа КОСАФА
  -  Финалист (1): 2015[2]